# Friedrich von Neuenahr-Alpen
Friedrich von Neuenahr-Alpen (* um 1439; ⚔ 23. Juni 1468 bei Wachtendonk) war (seit 1442) Graf wegen Herkunft von Neuenahr, durch Ehevertrag Herr von Alpen, Linnep und Helpenstein.

## Abstammung

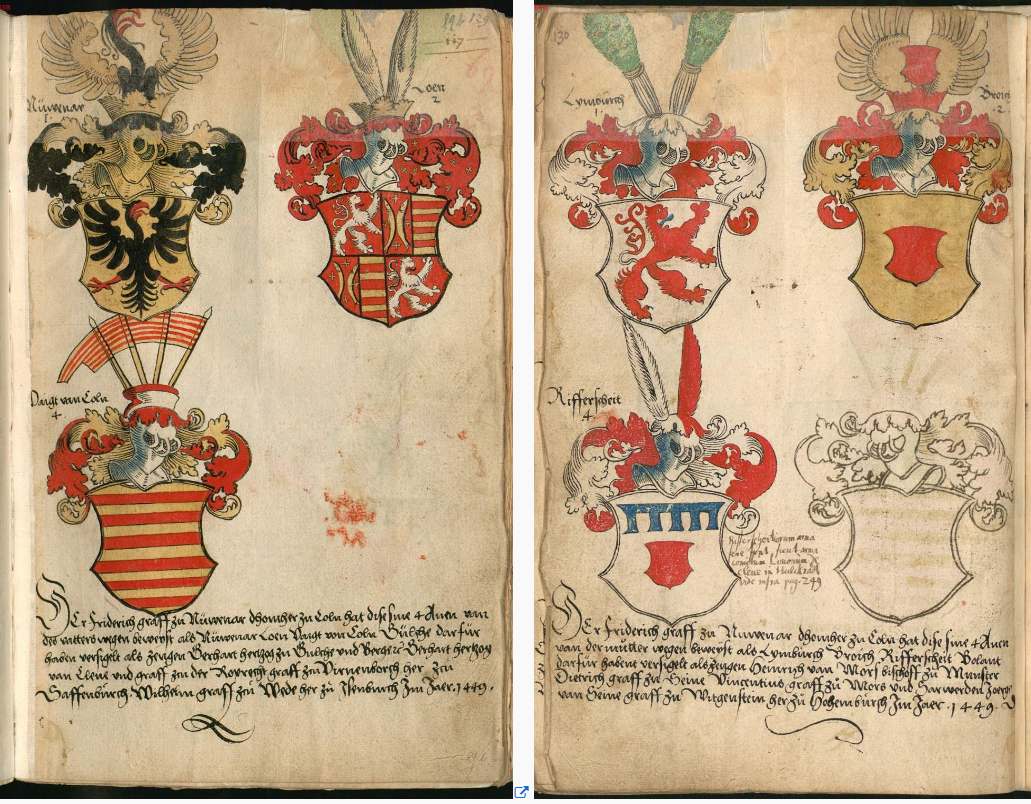
Ahnenwappen des Friedrich von Neuenahr anlässlich seiner Aufschwörung zum Kölner Domherren 1449; Wappenbuch des Johann Gottfried von Redinghoven (1628–1704)

Friedrich war ein Sohn des Gumprecht II. von Neuenahr (* um 1400; † 9. März 1484) und dessen Ehefrau Gräfin Margarethe von Limburg-Broich († 1479). Er wurde nach Friedrich II. von Tomberg († 1419), einem Halbbruder seines Vaters, benannt.
1442 erhielten er und sein Vater von König Friedrich III. das Privileg, „sich Grafen von und zu Neunar nennen und schreiben“ zu dürfen, obwohl die Familie ihre Stammburg Neuenahr, den Grafentitel und ihre Stammlande der Grafschaft Neuenahr längst verloren hatte.

## Leben
1449 wurde Friedrich als Kölner Domherr nominiert; das Adelszeugnis für ihn stellten aus auf väterlicher Seite Gerhard von Jülich-Berg, Gerhard von Kleve-Mark, Ruprecht VI. von Virneburg und Neuenahr-Saffenberg († 1459), Wilhelm I. von Limburg-Bedburg und Wilhelm II. von Wied-Braunsberg-Isenburg († 1462), auf mütterlicher Seite der Bischof von Münster Heinrich II. von Moers, Dietrich von Sayn (1416–1452), Vinzenz von Moers-Saarwerden (1414–1499) und Georg von Sayn-Wittgenstein-Homburg (* um 1400; † 1472). 1451/52 erhielt er mit päpstlichen Dispensen im Alter von 12 bzw. 13 Jahren trotz seiner Jugend Kanonikate in Köln, Lüttich und Utrecht. Von 1452 bis 1459 bekleidete er nach Präsentation durch Herzog Gerhard von Jülich-Berg das Amt des Propstes des Marienstiftes Aachen. In Aachen und Lüttich folgte er Graf Gerhard II. von Sayn († 1493), der sich verheiratet hatte. Der Trierer Erzbischof Jakob I. von Sierck, der die Aachener Propstei gerne seinem Bruder Philipp von Sierck (1406–1492) verschaffen wollte, hielt dies für „skandalös“ und bemühte sich 1452/53 als Ersatz um Benefizien oder Renten, die dem 14-jährigen Grafen wenigstens 400 Gulden jährlich einbringen sollten. 1441 hatte Erzbischof und Reichserzkanzler Jakob I. angeregt, dass dessen Vater Gumprecht II. von Neuenahr zum königlichen Hofrichter ernannt worden war.
1453 wurde „D[ominus] Fredericus filius D[omi]ni de Newenar Can[onicus] major[is] Ecclesiae Colon[iensis] ac Praepositus Aquensis“ (= „Herr Friedrich, Sohn des Herrn von Neuenahr, Kanoniker der Kölner Domkirche und Aachener Propst“) zusammen mit seinem Bruder Johann an der alten Universität Köln (Universitas Studii Coloniensis) immatrikuliert. Im selben Jahr schrieb sich dort Gabriel Biel ein.
Die Aachener Propstei trat Friedrich 1459 an seinen Bruder Johann von Neuenahr († 1466) ab. Im Mai 1460 nahmen „der jonge Nuwenar“ (Friedrich) und sein Vater Gumprecht II. von Neuenahr am Huldigungstag des Kurtrierer Elekten und späteren Erzbischofs Johann II. von Baden (1434–1503) in Trier teil.
Im Jahr 1461 heiratete er Eva von Linnep und erhielt auf Grund des Ehevertrages von ihr die Herrschaft Linnep und Helpenstein, von seinem Vater Alpen. 1462 wurde Friedrich von Neuenahr von Erzbischof Dietrich II. von Moers († 1463) mit den beiden kölnischen Herrschaften Alpen und Helpenstein und 1465 von Dompropst Salentin von Isenburg mit dem Zehnten zu Lintorf belehnt. In einer Fehde des Johann Kytz von Vlysteden mit dem Stift St. Kunibert in Köln wirkte Friedrich als Schiedsrichter, dessen Schiedsspruch jedoch nicht befolgt wurde.
1467 beschlossen Junggraf Friedrich von Neuenahr und Frederik van Egmond (um 1440–1521), Graf zu Büren und Leerdam, dessen Cousin Adolf von Egmond (1438–1477), dem Herzog von Geldern, die Fehde anzusagen. Der kurkölnische Amtmann zu Liedberg (Leedtberg) und Hülchrath, Nikolaus (Claes) Scheiffart vamme Rode († kurz nach 1467) wurde von Friedrich gefangen genommen. Im Januar 1468 vermittelten Domherr Graf Stephan von Pfalz-Simmern bei Rhein (1421–1485) und Graf Wilhelm von Virneburg-Saffenberg († 1474) in einer Fehde Friedrichs von Neuenahr mit Graf Vinzenz von Moers-Saarwerden. Am 23. Juni 1468 fiel Friedrich bei Wachtendonk im Vorfeld der Schlacht von Straelen, bei der die Truppen Adolfs von Geldern-Egmond das Heer Johanns I. von Kleve und Mark schlugen:
„Deser joncher Frederich wart erschossen in der Cleefscher ved entgen die Gelresschen vur Wachtendonck mit eynre loitbussen (= Blei-Büchse) up s. Johans avent (= 23. Juni) anno ut in litera.“

## Ehe und Nachkommen
Friedrich heiratete am 29. September 1461 Eva (* um 1420; † 1483), Tochter von Dietrich von Linnep († 1445/46) und Elisabeth von Sayn-Wittgenstein. Sie hatten folgende Nachkommen
1. Gumprecht (* 1465; † 5. April 1504)[18]
⚭ 1490 Amalie von Wertheim (* 1460; † 1532)
2. Dietrich II. († 1505), 1481 (noch minderjährig) Domkanoniker in Köln.[19] Anlässlich der Anerkennung des Testaments seines Großvaters Gumprecht II. von Neuenahr 1484 wird Dietrich erwähnt, der selbst kein Siegel führte, aber eine Vereinbarung mit seinem Onkel Wilhelm I. und seinem Bruder Gumprecht I. von Neuenahr-Alpen unterschrieb.[20] Der Augsburger Kaufmann Benedikt Eggart beschuldigt ihn eines 1489 bei Moers ausgeführten Raubüberfalls,[21][22] 1497 wird „Theodericus ex comitibus de Newenaar Canonicus Coloniensis“ Inhaber der Pfarrpfründe an der St. Petrikirche in Mülheim an der Ruhr, 1499 Propst von Soest, Obedientiar zu Kleingladbach[23]
3. Elisabeth († September 1505)
⚭ 20. Juni 1492 mit Johann von Limburg-Broich († 1511)
4. (vermutlich) Margareta van Nuwenar (Nüwenar, Nuvenaer) († 1. Oktober 1538),[24] seit etwa 1498 Priorin (Meisterin) des Augustinerinnen-Stiftes St. Barbarae Garten in Rheinberg,[25] die verwitwete „Eva von Lynnep, junge Gräfin von Nüwenaer, Frau zu Alpen“, und ihre Söhne Gobrecht (Gumprecht) und Dieterich verkauften dem Kloster 1480 eine Hufe Land in Alpen.[26]

## Darstellung in der Kunst
Eine Darstellung von Friedrich von Neuenahr im Kreis der Familie seiner Eltern befindet sich auf dem Familienaltar Maria auf der Mondsichel von Meister der Heiligen Sippe der Jüngere (* um 1450; † um 1516) im Wallraf-Richartz-Museum & Fondation Corboud (Inventar-Nr. WRM 0853).